# Чупелніца
Чупелніца (рум. Ciupelnița) — село у повіті Прахова в Румунії. Входить до складу комуни Думбрава.
Село розташоване на відстані 46 км на північ від Бухареста, 19 км на південний схід від Плоєшті, 102 км на південний схід від Брашова.

## Населення
За даними перепису населення 2002 року у селі проживали 718 осіб, усі — румуни. Усі жителі села рідною мовою назвали румунську.